# 弗里德里希·阿德勒
弗里德里希·沃尔夫冈·“弗里茨”·阿德勒（Friedrich Wolfgang "Fritz" Adler ，1879年7月9日—1960年1月2日）是奥地利社会主义政治家、物理学家、哲学家和记者。他曾遣责共产党黨員要消灭民主主义。1923年至1940年出任社会主义工人国际書記。

## 生平
弗里德里希·阿德勒生于维也纳，父亲是奥地利社会民主党创始人维克多·阿德勒。弗里德里希·阿德勒在苏黎世大学学习化学、数学和物理学，1902年获得博士学位，之後成為苏黎世大学的讲师。1897年，他成为奥地利社会民主党瑞士分部的执委会成员。第一次世界大战爆发前，他回到维也纳，成为奥地利社会民主党执委会秘书。1916年10月21日刺杀了奥地利首相卡爾·馮·斯特格赫。他被判处死刑，后改为18年监禁，最后又无罪释放。
20世纪20年代初，参与组建社会党国际工人联合会。1940年流亡美国。1946年，他重回欧洲。他随后回到瑞士苏黎世，最終在苏黎世去世。